# Саламин (Кипър)
 Тази статия е за кипърския град.  За гръцкия остров вижте Саламина.  
Саламин или Саламис (на асирийски: Ki-(i)-su, на старогръцки: Σαλαμίς, на гръцки: Salamina, Σαλαμίνα; на латински: Constantia) е древногръцки полис от от желязната епоха в източната част на остров Кипър на около 6 km северно от днешна Фамагуста.
Митичният основател на Саламин е Тевкър, син на Хесиона и Теламон, царят на остров Саламина.
Саламин играе водеща роля на острова от XI век пр.н.е. Като пръв кипърски град Саламин сече монети от 515 г. пр.н.е. Саламин преживява земетресение през 332 и 342 г.
По времето на император Констанций II градът получава името Констанция и съществува само 300 години, когато през 7 век е нападан от арабите.
Градът е бил център на Кипърската църква, основана от апостол Варнава (Barnabas, † 61 г. в Саламин) и достига най-голям блясък при епископ Епифаний от Саламин († 12 април 403).

## Гръцки период
През 11-ти век пр. н. е. градът е бил ограничен до доста малка площ около пристанището, но скоро се е разширил на запад, за да заеме района, който днес е покрит с гора. Гробището на Саламин обхваща голяма площ от западните граници на гората до манастира Св. Варнава на запад, до покрайнините на село Айос Сергиос на север и до покрайнините на село Енкоми на юг. Съдържа гробници, датиращи от 9 век пр. н. е. до раннохристиянския период. По-ранните гробници са в горската зона, близо до границата на ранния град.
Въпреки че Саламин поддържа преки връзки с Близкия изток през 8-ми и 7-ми век пр. н. е., има връзки и с Егейско море. Една кралска гробница съдържаше голямо количество гръцка геометрична керамика и това беше обяснено като зестра на гръцка принцеса, която се омъжи за кралското семейство на Саламин. Гръцка керамика е открита и в гробове на обикновени граждани. По това време гърците се впускат в експанзия на изток, като основават колонии в Мала Азия и Сирия; Саламите трябва да са служили като междинна станция, дори се предполага, че кипърци са помогнали на гърците в тяхното начинание.
- Гимназиум в Саламин
- Театърът в Саламин